# Konok Tamás
Konok Tamás (Budapest, 1930. január 9. – Budapest, 2020. november 20.) a Nemzet Művésze címmel kitüntetett, Kossuth-díjas magyar festő- és szobrászművész. A magyar festészetben és relief épületszobrokban a geometrikus absztrakció markáns képviselője, aki gyakran megküzd a művészet értelmének témájával, ugyanekkor színezett, vékony vonalakból építkező alkotásai lírai oldottságot jeleznek.

## Életpályája

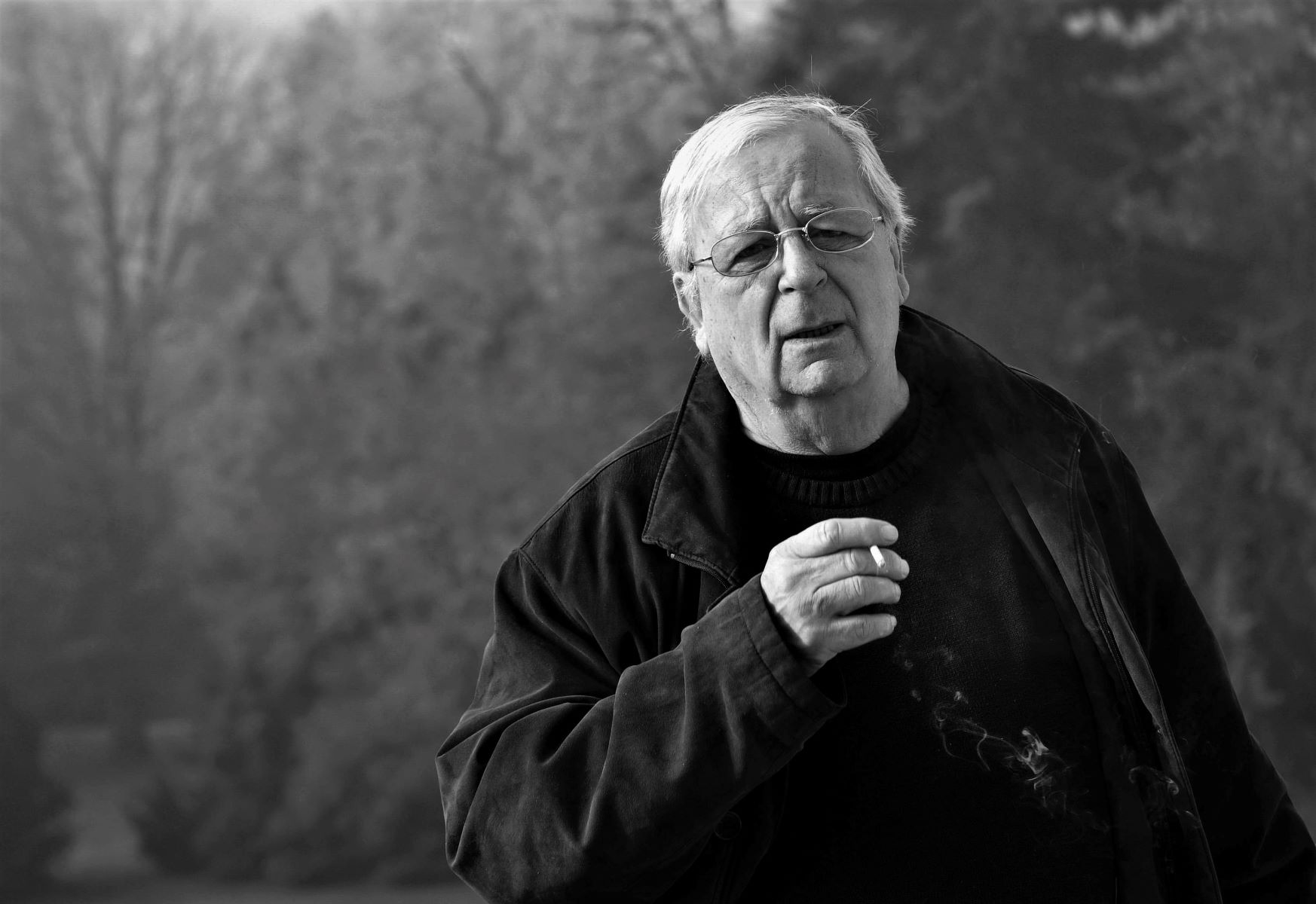
Stekovics Gáspár felvétele

Édesapja id. Konok Tamás II. világháborús haditudósító, a háború után Győr katonai parancsnoka. Anyai nagyapja Sándy Gyula építészmérnök, dédapja id. Sándy Gyula festőművész, testvére Konok Piroska építészmérnök.
Felsőfokú tanulmányait a Képzőművészeti Főiskolán végezte, mestere Bernáth Aurél volt. Pályájának kezdetén figurális stílusban alkotott. 1958-ban párizsi ösztöndíjának idején próbálta összeegyeztetni a természetelvű és az absztrakt stílust. 1959-60-ban újra kijutott Párizsba, s ettől kezdve főleg vonalra építő monotípiákat készített, melyek szerkezete a kollázsokéhoz hasonlatos.
Az 1970-es évektől kezdve az ő művészete elszakadni látszott a magyarországi konstruktivista hagyományoktól (Kassák Lajos, Moholy-Nagy László, s neo-konstruktivista utódaik, Victor Vasarely, Bak Imre, Fajó János, Nádler István). Valamennyien a geometrikus alakzatokból építkeztek, de mindannyian megtalálták a maguk egyéni útját más stílusirányokkal találkozva. "A geometrikus absztrakt művészet az elmúlt évtizedekben valahogy mindig meg tudott újulni, vagy mássá tudott válni, gondoljunk csak a svájci konkrétokra, vagy a párizsi Cercle et Carré-ra, aztán az amerikai hard edge-re és minimal artra. Manapság pedig sokat beszélnek az új geometriáról, az op-art visszatéréséről. A konstruktív vonal egyfajta állandóságot jelent a művészetben." -vallja Konok Tamás.
A keleti kalligráfia is bűvkörébe vonta Konok Tamást éppen úgy mint Korniss Dezsőt vagy az amerikai absztrakt expresszionistákat, így vall erről a művész: "Párizsban a Gare du Nord mellett van egy indiai negyed, ahol az összes kioszkban szanszkrit és keleti újságokat árulnak. Gyönyörű egy ilyen keleti újság főcíme. Ez a keleti írásrendszer az emberi kommunikáció médiuma, olyan, akár a vonal, amivel minden kifejezhető. A betűket felnagyítva kivágtam és felragasztottam, melyekből adódott egyrészt egy bizonyos szeriális struktúra, melyben az írás «lelke» továbbra is jelen maradt. Másrészt kialakult egy egyéni kódrendszer, ami elvontabb, szellemibb tartalmakat közvetít." Jelzi, erre utal egyik kiállításának címe is: Sine loco et anno, magyarul: Hely és idő nélkül. Ezt a címet éppen az a retrospektív kiállítása viseli, amelyet 2006. április 13-ától 2006. májusig tartottak nyitva az Ernst Múzeumban, Budapesten.
Egyéni és csoportos kiállításokon mind hazai, mind nemzetközi vonatkozásban újra és újra megmérettette művészetét, művei elismerésben részesültek. Egyéni kiállításait gyakran feleségével, Hetey Katalinnal rendezték. Alkotó kedve idős korában sem csökkent, 90 évesen is napi 10 órákat dolgozott.  2020. november 20-án, péntek hajnalban, álmában érte a halál, 90 éves korában. 

## Egyéni kiállítások (válogatás)[16]
- 1960 Galerie Lambert, Párizs
- 1960 Club Azziza Othmana, Tunisz
- 1962 P. H. Gallery, Washington
- 1962 Gallery Kastellane, New York
- 1962 Galerie du Haut Pavé, Párizs
- 1962 Gallery Silvan Simone, Los Angeles
- 1963 Galerie du Haut Pavé, Párizs
- 1963 Gallery Silvan Simone, Los Angeles
- 1964 Haus der Begegung, Hamburg
- 1964 Stedelijk M., Schiedam-Rotterdam
- 1964 Galerie Loubin, Angouléme
- 1965 Galerie Boisserée, Köln
- 1965 G. Trapez, Krefeld
- 1967 Galerie Laubli, Zürich
- 1968 Kunstlichting, Rotterdam
- 1968 Centre Culturel, Hoogeveen
- 1969 Fondation Bevilacqua la Masa, Venice
- 1969 Art Museum, Austin (USA)
- 1971 Stedelijk M., Schiedam-Rotterdam
- 1972 Galerie Schlégl, Zürich
- 1974 Galerie Art, Bázel
- 1976 Galerie Schlégl, Zürich
- 1977 G. Nouvelles Images, Hága
- 1977 Stedelijk M., Schiedam-Rotterdam
- 1977 Galerie Cour St. Pierre, Genéve
- 1977 G. Numaga, Auvernier • Art '77, Basel
- 1978 Galerie Philippe Fregnac, Párizs
- 1978 Galerie von Braunbehrens, München
- 1978 Galerie Münsterberg, Basel
- 1979 Musée des Beaux Arts, La Chaux de Fonds
- 1979 Galerie Schlégl, Zürich
- 1980 Galerie Koppelmann, Leverkusen
- 1980 Galerie Hilger Schmeer, Duisburg
- 1980 Xántus János Múzeum, Győr
- 1981 Szépművészeti Múzeum, Budapest
- 1981 Galerie von Braunbehrens, München
- 1983 Galerie Schlegel, Zürich
- 1984 Galerie Perrig, Basel
- 1984 Tihanyi Múzeum, Tihany
- 1984 Műhely Galéria, Szentendre
- 1984 Városi Galéria, Sárospatak
- 1985 Galerie Boisserée, Köln
- 1985 Galerie E, Montreux
- 1985 Herman Ottó Múzeum, Miskolc
- 1985 G. Konstruktiv Tendens, Stockholm
- 1986 Galerie Schlegl, Zürich
- 1986 Arte Feira 86, Bologna
- 1988 Galerie Schlegl, Zürich
- 1989 G. Konstruktiv Tendens, Stockholm
- 1990 G. Graf, Schelble, Basel
- 1990 Xántus János Múzeum, Győr
- 1991 Nemes Endre Múzeum, Pécs
- 1991 Kecskeméti Képtár, Kecskemét
- 1991 Vasarely Múzeum, Budapest
- 1991 Galerie Franka Berndt, Párizs
- 1995 Szombathelyi Képtár, Szombathely
- 1995 Ludwig Múzeum, Budapest
- 1995 Francia Intézet, Budapest
- 1998 Galerie Pro Arta, Zürich
- 1998 Rátz Stúdió Galéria, Budapest
- 1998 Galerie Vekava, Párizs
- 1998 Városi Művészeti Múzeum, Győr
- 1999 Művészetek Háza, Pécs
- 2000 VAM-Design Galéria, Budapest
- 2002 Virág Judit Galéria és Aukciósház (volt Mű-Terem Galéria), Budapest[17]
- 2006 Ernst Múzeum, Budapest
- 2009 Fővárosi Képtár (Kiscelli Múzeum), Budapest
- 2010 Aulich Art Galéria, Budapest
- 2010 Klauzál Könyvesbolt és Kortárs Galéria, Budapest[18]
- 2010 Kortárs Művészeti Múzeum, Dunaszerdahely[19]

## Csoportos kiállítások (válogatás)[20]
- 1953 Műcsarnok, Budapest
- 1954 5. Magyar Képzőművészeti kiállítás, Műcsarnok, Budapest
- 1955 Fiatal Képző- és Iparművészek kiállítása, Ernst Múzeum, Budapest
- 1955 6. Magyar Képzőművészeti kiállítás, Műcsarnok, Budapest
- 1957 Ernst Múzeum, Budapest
- 1960 Csók Galéria, Budapest
- 1960 Tizenöt év a képzőművészetben, Szent István Király Múzeum, Székesfehérvár
- 1961 Galerie Lambert, Párizs
- 1962 Akadémia, Leyden
- 1963 Musée d'Art Moderne, Párizs
- 1964 III. International Young Artists Exhibition, Tokió
- 1965 Musée d'Art Moderne, Párizs
- 1966 Galerie Transposition, Párizs
- 1966 5. Graphikb., Leipzig
- 1966 4e B. des Jeunes Peintres, Párizs
- 1966 Galerie Lambert, Párizs
- 1966 Galerie Soleil dans la Tête, Párizs
- 1968 Galerie Lambert, Párizs
- 1969 Galerie Jeanne Wiebenga, Lausanne
- 1970 Galerie Zuninl, Párizs
- 1970 Museum Pontoise Thompson, Zürich
- 1970 Salon International d'Art, Basel
- 1972 Réalités Nouvelles, Párizs
- 1972 Graphikmesse, Zürich
- 1973 Bertrand Russel Centenar, Nottingham
- 1974 Réalités Nouvelles, Párizs
- 1974 Salon International d'Art, Basel
- 1975 Galerie Iris, Párizs
- 1975 Salon International d'Art, Basel
- 1977 Kunstmuseum, Winterthur
- 1977 Salon International d'Art, Basel
- 1977 Fondation Nationale des Artists, Párizs
- 1979 Presence Párizs - Budapest, Palais du Luxembourg, Párizs
- 1979 Künstler zeigen Künstler, G. Schlegl, Zürich
- 1979 Salon International d'Art, Basel
- 1979 Objet préféré de l'artiste, G. Numaga, Auvernier
- 1979 Musée des Beaux-Arts, Bern
- 1980 Salon International d'Art, Basel
- 1982 Geometrik Konstruktiv Tendens, Stockholm
- 1982 Salon International d'Art, Basel
- 1982 Spectrum der Farbe, G. Schlegl, Zürich
- 1983 Geometrische Abstraktion, G. Schlegl, Zürich
- 1983 Salon International d'Art, Basel
- 1983 G. Konstruktiv Tendens, Stockholm
- 1986 Collagen, Kunsthaus, Zug
- 1986 Salon International d'Art, Basel
- 1987 Budapesti Műszaki Egyetem, Budapest
- 1987 Salon International d'Art, Basel
- 1987 Abstraction Geometrique 1934-1987, G. Konstruktiv Tendens, Stockholm
- 1987 G. Desluis, Leidschendam
- 1988 Szépművészeti Múzeum, Budapest
- 1988 G. Konstruktiv Tendens, Stockholm
- 1988 G. Desluis, Leidschendam
- 1988 Salon International d'Art, Basel
- 1989 Geometrie + Farbe, G. Arteba, Zürich
- 1990 Barcsay Múzeum, Szentendre
- 1990 Centre Culturel, Chauny
- 1990 Konkrete Kunst in Europa, G. Fischer, Luzern
- 1991 Konkrete Kunst seit 1910, G. Schlegl, Zürich
- 1991 Geometrische Abstraction 1910-1990, Galerie Eremitage, Berlin
- 1991 L'Esprit Constructif IV., Galerie Franka Berndt, Párizs
- 1992 Hommage à István Schlégl, G. Schlegl, Zürich
- 1992 Noir et blanc, Galerie Franka Berndt, Párizs
- 1992 Kunsthaus, Zürich
- 1992 G. Konstruktiv Tendens, Stockholm
- 1992 Salon International d'Art, Basel
- 1992 Fanal Edition, Basel
- 1993 Budapesti Art Expo '93, Hungexpo
- 1993 SAGA, Grand Palais, Párizs
- 1993 G. G. Mathieu, Edition Fanal, Besançon
- 1994 SAGA, Grand Palais, Párizs
- 1994 Budapesti Art Expo '94, Hungexpo, Budapest
- 1994 Zeitgenössische Kunst, G. Buchart, Luzern
- 1996 Ernst Múzeum, Budapest
- 1996 A művészeten túl, Kortárs Művészeti Múzeum/Ludwig Múzeum, Budapest
- 1997 ART 28 '97, Basel
- 1997 Ferenczy Múzeum, Szentendre
- 1997 Olaj/Vászon, Műcsarnok, Budapest
- 1997 Jenseit von Kunst, M. Hedendaagse Kunst, Antwerpen
- 1998 Kollázs '98, Vigadó Galéria, Budapest
- 1998 Kunst im Büro, Waser, Zürich
- 1998 Ungarn Avantgarde im 20. Jahrhundert, Neue Galerie der Stadt, Linz
- 1999 Transzkultúra, Nemzeti Múzeum, Varsó
- 2000 Kempinski Galéria, Budapest[21]
- 2001 Vadnai Galéria, Budapest[22]
- 2001 Csepel Galéria, Budapest
- 2001 acb Kortárs Művészeti Galéria, Budapest[23]
- 2003 Cadre Rouge Artotel Galéria, Budapest[24]
- 2006 Vízivárosi Galéria, Budapest[25]
- 2006 Vadnai Galéria[26]
- 2006-2007 1956 - emigrációban Szentendrei Képtár és Kamaraterem, Ferenczy Múzeum, Szentendre[27]
- 2012 Régi Művésztelepi Galéria, Szentendre; Ámos Imre és a XX. század - kortárs összművészeti kiállítás
- 2013 Dunaszerdahely, Kortárs Magyar Galéria; Pécs, Fő téri Galéria; Berlin, Collegium Hungaricum Berlin; Budapest, Rumbach Sebestyén utcai zsinagóga - Ámos Imre és a XX. század - kortárs összművészeti kiállítás
- 2014 Budapest, Rumbach Sebestyén utcai zsinagóga - Imák Auschwitz után; Varsói Zsidó Történeti Intézet, Wroclaw zsinagóga - "Hol van a te testvére?" - Ámos Imre és a XX. század - kortárs összművészeti kiállítás
- 2019 Deák 17 Galéria, Budapest [28]

## Művei közgyűjteményekben[29]
- Stedelijk M., Rotterdam
- Städtische S., Hamburg
- McCory Coll., New York
- Kunstmuseum, Winterthur
- Musée des Beaux-Arts, La Chaux-de Fonds
- Fonds National d'Art Contemporain, Párizs
- Kortárs Magyar Galéria, Dunaszerdahely
- Prefecture, Cergy-Novelle Ville
- Szépművészeti Múzeum, Budapest
- Walo Bürohaus, Zürich
- Xantus János Múzeum, Győr
- Petőfi Irodalmi Múzeum, Budapest
- Kassák Lajos Múzeum, Budapest
- Patkó Gyűjtemény, Budapest
- Bibliothèque Nationale, Párizs
- Magyar Nemzeti Galéria, Budapest
- Waser Bürohaus, Buchs
- Herman Ottó Múzeum, Miskolc
- Laczkó Dezső Múzeum, Veszprém
- Balassa Bálint Múzeum, Esztergom
- Ministére des Affaires Culturelles (Párizs)
- Kortárs Művészeti Múzeum/Ludwig Múzeum, Budapest
- Janus Pannonius Múzeum, Pécs.

## Műveiből
- Festmény szürke alapon (1975)
- Akcentus (1976)
- Cím nélkül (olaj, vászon, 55x55 cm; 1988; Nagy Miklós gyűjteményében.[30])
- Prélude (1994)
- Jel (1998)
- Orbis pictus (kiállítva 2002)[31]
- Cím nélkül (kiállítva 2010)[32]

## Kötetei
- Mikroludium; Rátz Stúdió Galéria, Budapest, 1998
- Kivonatok erkölcsi bizonyítványomból. Montázsok 1985–87. Székesfehérvár, Szent István Király Múzeum, 2001. augusztus 11–szeptember 14.; Szt. István Király Múzeum, Székesfehérvár, 2001
- Sine loco et anno; kiállításrend. Oláh Zsófia, Mészáros Zsolt; Ernst Múzeum, Budapest, 2006
- A gondolatmenet struktúrája. Fővárosi Képtár, Kiscelli Múzeum Templomtér, 2009. július 2–augusztus 12.; kiállításrend. Fitz Péter, tan. N. Mészáros Júlia, Fitz Péter; Fővárosi Képtár Kiscelli Múzeum, Budapest, 2009 + CD-ROM (Fővárosi Képtár katalógusai)
- Mikroludiumok; Pauker Holding Kft., Budapest, 2011 (Pauker collection)
- Emlékkövek. Fejezetek egy önéletrajzból; Új Művészet, Budapest, 2019

## Társasági tagság (válogatás)
- Nyílt Struktúrák Művészeti Egyesület (alapító tag, 2006–)[33]

## Díjak, elismerések (válogatás)
- Fiatal alkotók díja (1955)
- Derkovits Gyula képzőművészeti ösztöndíj (1963, 1957?)
- Hantington Hartford Alapítvány ösztöndíja (1963)
- Francia Köztársaság Nemzeti Érdemrendjének lovagja (1997)
- Kossuth-díj (1998)
- A Magyar Köztársasági Érdemrend középkeresztje (2004)
- Hazám-díj (2011)
- A Nemzet Művésze (2014)
- Prima Primissima díj (2014)